# Міський сад (Одеса)
Міський сад — сквер, розташований у центрі міста Одеси, на вулиці Дерибасівській. Найстаріший парк міста, закладений Феліксом де Рибасом (братом засновника Одеси Хосе де Рибаса) у 1803 році, якому належала відповідна ділянка міської землі в центрі міста. Оскільки Фелікс де Рибас не мав належних коштів для утримання саду, він безкоштовно передав його на баланс міста, що відбулося 10 листопада 1806 року.
У сквері розташовані Літній театр Одеської обласної філармонії (архітектор Р. А. Владимирська, 1949), павільйон-ротонда (архітектор А. А. Генцлер, 1943), а також низка скульптурних композицій і пам'ятників.
У 2007 році відбулася реконструкція міського саду (відкритий 9 травня 2007 р.), була відкрита нова ротонда і музичний фонтан, відремонтовані фасади будинків, проведена заміна всіх комунікацій, зведена нова підстанція, встановлено обладнання для автоматичного поливу.

### Пам'ятник Ільфу і Петрову "12-й стілець"
Пам'ятник відкрито 1 квітня 1999 року.
Пам'ятник присвячений відомому твору Іллі Ільфа та Євгена Петрова "Дванадцять стільців", в якому герої роману Остап Бендер і Кіса Вороб'янінов займаються пошуком діамантів, захованих в одному з 12 стільців мадам Пєтухової. Дана пам'ятка символізує саме той дванадцятий стілець, в якому й були заховані скарби, що не дістались героям.
Пам'ятник зроблений розміром зі звичайний стілець, тому туристи круглий рік зображають себе сидячи на цьому стільці, представляючи під собою незліченні багатства.

### Пам'ятник Леоніду Осиповичу Утьосову

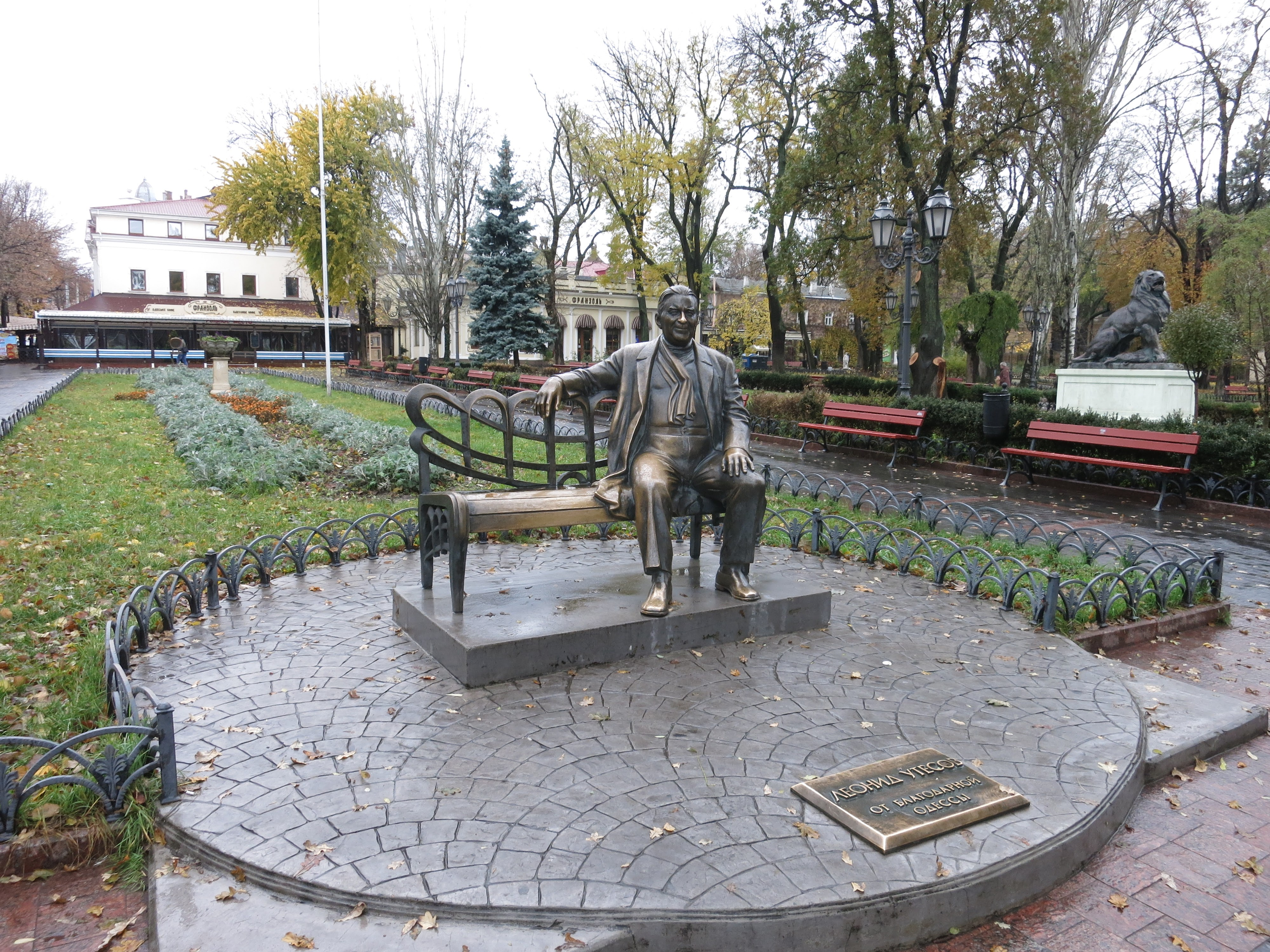
Пам'ятник Утьосову пiсля дощу

Пам'ятник Леоніду Утьосову — бронзова скульптура в пам'ять про великого одесита, співака й артиста. 
Скульптура була виготовлена і встановлена у 2000 році на День міста, 2 вересня. Утьосова зображено сидячи й життєрадісно усміхненим. На лавці поруч з ним є вільне місце, на яке можна присісти й уявити, що ви сіли відпочити після довгої прогулянки по місту. Туристи й жителі Одеси дуже люблять фотографуватися поруч зі співаком. Одесити шанують Утьосова за його пісні, що прославляють Одесу.

### Пам'ятник Сергію Ісайовичу Уточкіну
Пам'ятник авіатору Сергію Уточкіну (скульптор О. В.Токарєв, архітектор В. Л. Глазирін) встановлений 2 вересня 2001 року біля колишнього кінотеатру «Уточ-кіно». Спортсмен про щось задумався, запускаючи в небо паперовий літачок.
Місце для пам'ятника вибрано не випадково. Саме тут, в будинку Ісаковича, побудованому в 1880-і роки Сергій Уточкін в жовтні 1913 року відкрив перший кінотеатр в Одесі, названий «Кіно-Уточ-Кіно». Після пожежі у 1998 році закрився. Була зроблена спроба відновити його, і з 2000 року кінотеатр функціонував під назвою «Уточ-Кіно». Але в кінці 2008 року він закрився знову, і, схоже, вже остаточно. Основною причиною був названий закон про обов'язковий дубляж кінофільмів українською мовою — кінотеатр почав приносити збитки.

### Скульптурна група "Лев" і "Левиця"

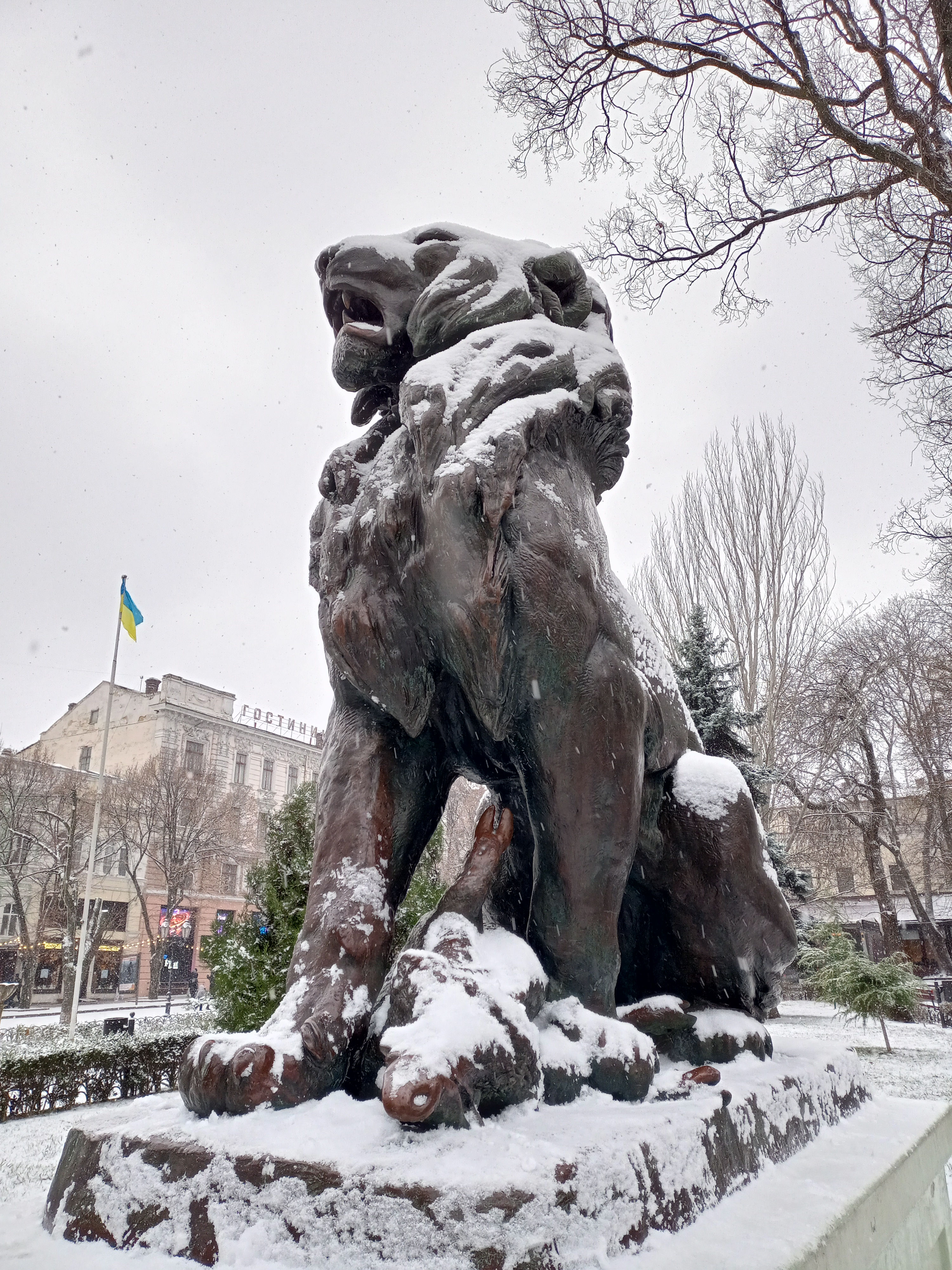
Скульптура левиці

Скульптурна група «Лев і Левиця» була розроблена французьким майстром Огюстом Каеном у 1854 році. Фігура лева із впольованою здобиччю символізує хоробрість та відвагу, а левиці, яка охороняє дитинчат, – материнську турботу. Як і більшість видатних скульптур того часу, «Лев і Левиця» були виставлені на показ в Паризькому художньому салоні, а пізніше – продані впливовому одеситу із невстановленим досі прізвищем. До 1920-тих ця композиція перебувала в приватній власності та прикрашала садиби багатих торговців, культурних діячів і успішних підприємців. Згідно з указом 1927 року про доброустрій міських парків Одеси, всі скульптури були націоналізовані та перевезені в різні частини міста. Композиція створена практично з чистої міді – її вміст становить 99,7%. Вага статуй дорівнює 1,5 тони.

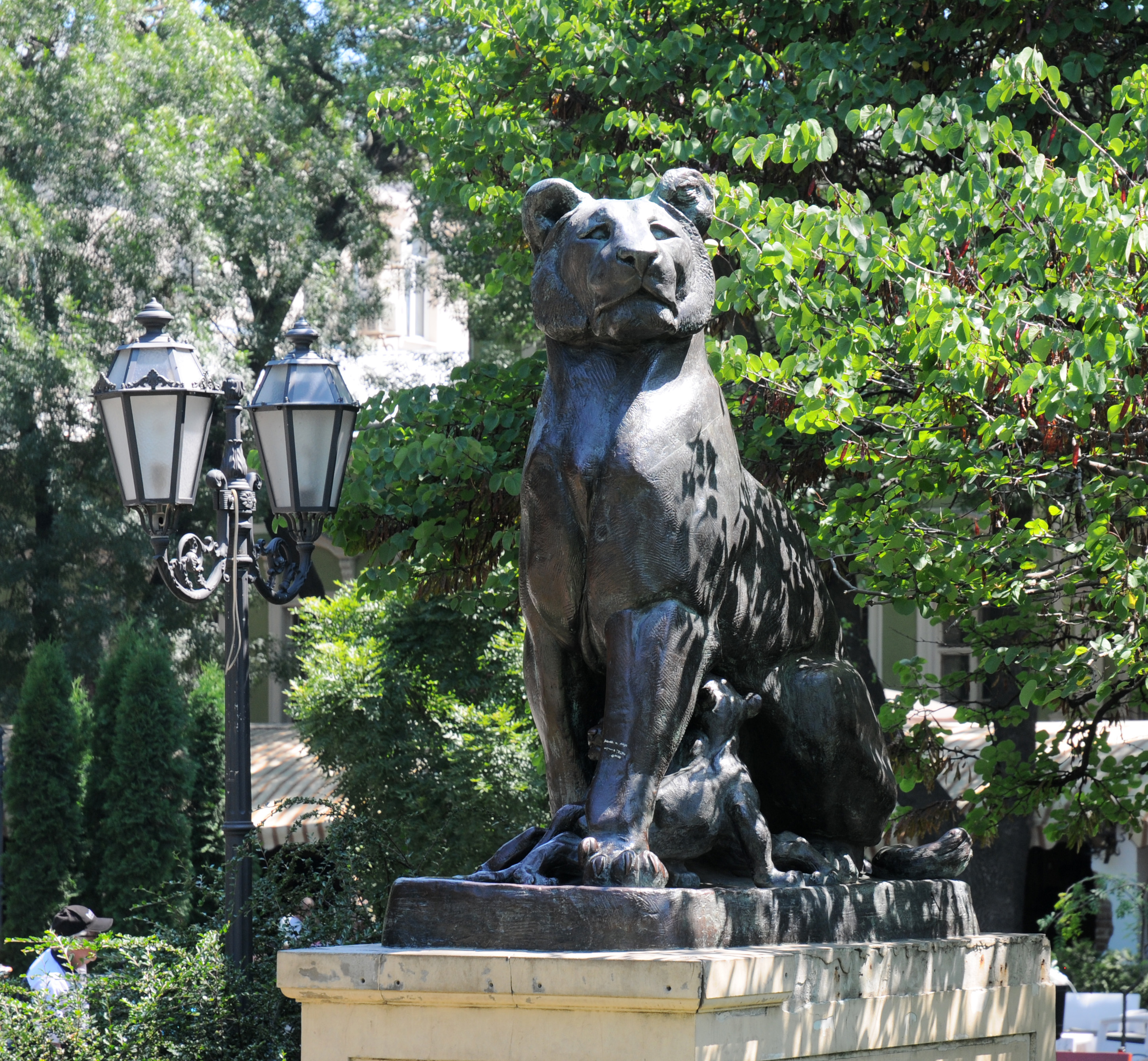
Скульптура левиці

У 2000-них роках провели першу реконструкцію скульптурної групи «Лев і Левиця». До цього моменту сам постамент значно зіпсувався і деформувався, відбулися зміни у формах статуй. Фігури почали спотворюватися і стали помітні сліди від куль після Другої світової війни, а також довелося знімати сильний наліт. Він виник через багаторічний вплив навколишнього середовища на бронзу.

### Музикальний фонтан

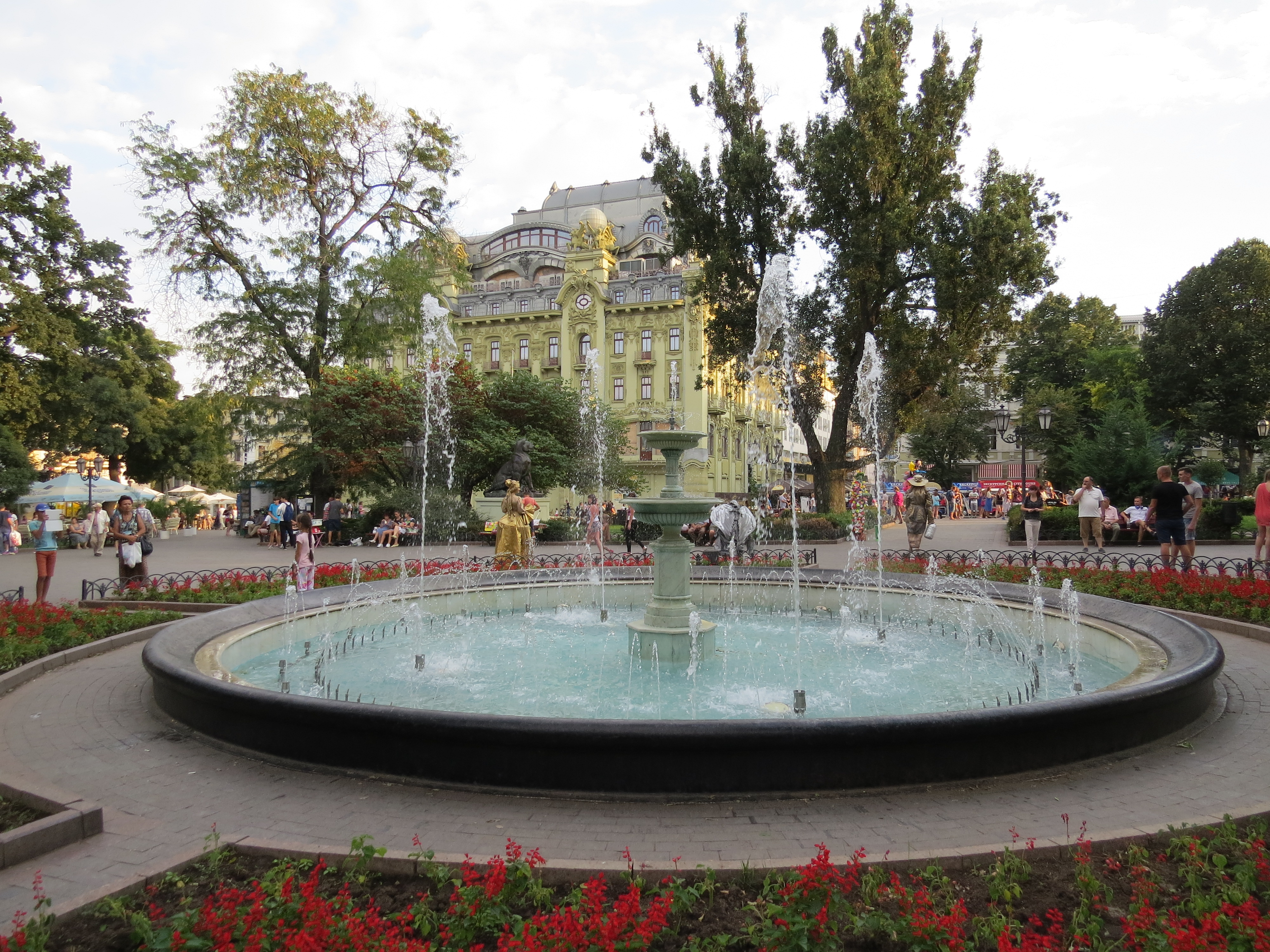
Фонтан влітку

Це один з перших фонтанів, що з'явилися в Одесі. Він відкрився у 1875 році з появою в місті водопроводу. У 2006 році він пережив грандіозну реконструкцію — центральну чашу відтворили саме такою, якою вона була 130 років тому. Також відреставрували й оригінальний каррарський мармур чаші.
Якийсь час фонтан був світло музикальним. На жаль, зараз він працює у звичайному режимі. Зате біля нього можна послухати живий оркестр і потанцювати на майданчику перед ротондою.

### Скульптурна композиція "Одеський час"
Через кілька років після того, як у 2007 році було знищено ураганом популярне дерево закоханих, тут намагалися висадити саджанці, проте жоден з них так і не прижився. Тому було вирішено побудувати на цьому місці яскраву пам'ятку, яка символізувала б місто та його жителів. Над пам'ятником працював скульптор Михайло Рева. Скульптура символізує дружбу, вічність і світ, а хитрий механізм годинника справно працює в будь-яку погоду. При обертанні колеса часу лунають знамениті одеські мелодії, що символізують вічну музику Одеси. Годинник являє собою великий диск, на якому розміщені фігурки. Він виготовлений з нержавіючої сталі й місцями прикрашений латунню. Коли його трохи підштовхнути, то диск почне обертатися по колу. Пам'ятник «Одеський час» став першим інтерактивним пам'ятником в приморському місті. На диску вигравіювані цитати відомих одеситів. По центру встановлено великий годинник, оточений скульптурами талановитих міських персонажів, музикантів і домашніх тварин. Фігури людей на постаменті – це вигадані герої. Вони уособлюють одеситів різного віку, поколінь і національностей, що представляють всі періоди життя людини.

### Альтанка

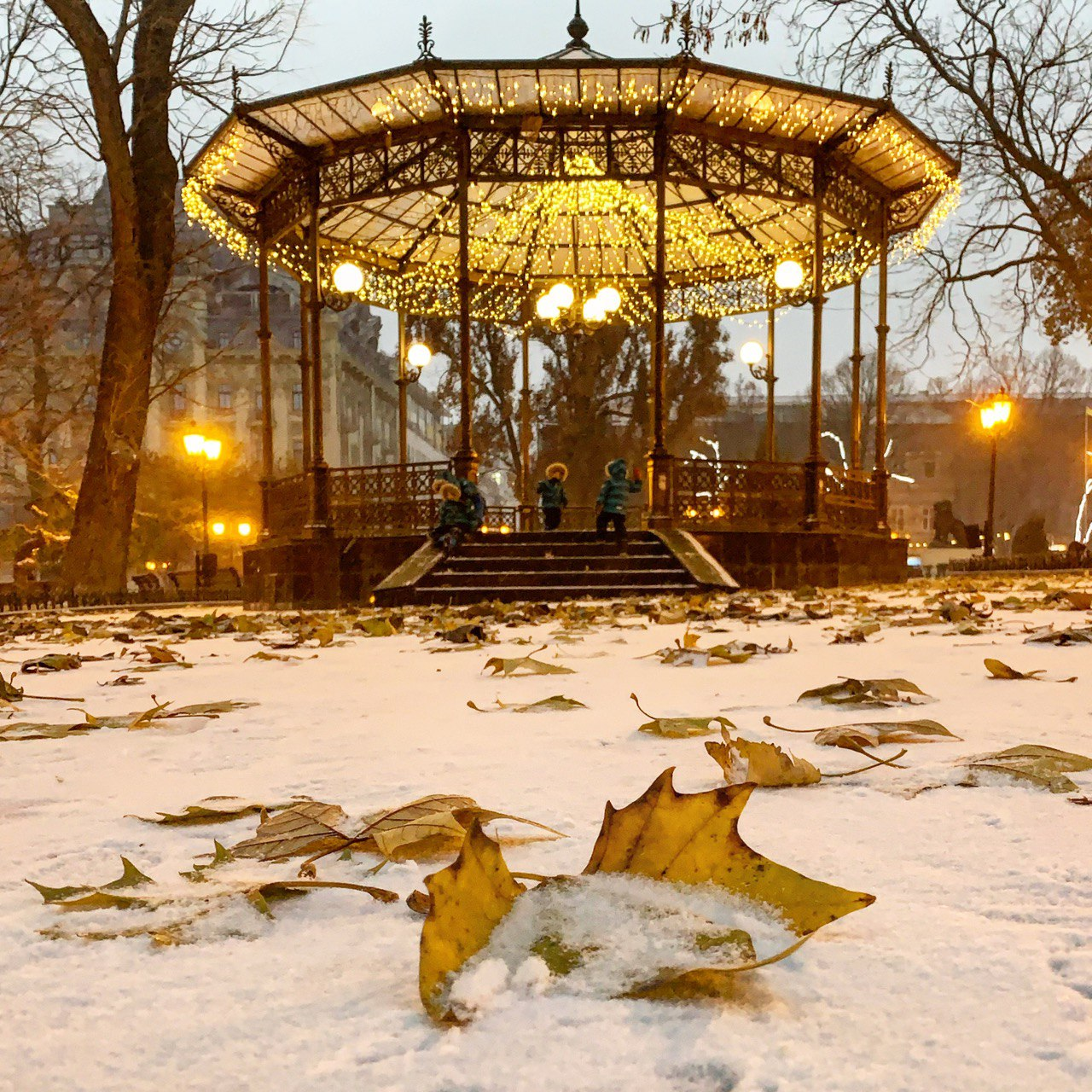
Альтанка взимку

Альтанка в Міському саду – це одне з улюблених місць в Одесі, яке відвідують молодята під час весільної фотосесій. Альтанка була відкрита після капітальної реставрації у 2007 році. Від попередньої залишилася тільки форма і підстава, а все інше – ажурні елементи декору і навіс були замінені на нові. Тепер в альтанці-ротонді вечорами й на вихідних грає духовий оркестр.

### Декоративна скульптура "Дерево кохання"
«Дерево кохання» – символ вічності та надії. Пам'ятник був урочисто відкритий 14 лютого 2006 року у День Валентина. В основу скульптури автори заклали капсулу з листом до дітей Одеси, які народилися цього ж року. Автором дерева став Михайло Рева. Спочатку композиція пам'ятника мала бути іншою: внизу хотіли поставити хлопчика і дівчинку, які тримають велике серце. Але потім автор вирішив розділити його на дві самостійні скульптурні групи: дерево, чия крона сама перетворилася на серце, встановили у міському саду, а фігурки дітей перенесли у внутрішній дворик Одеського обласного благодійного фонду «Майбутнє» (центр реабілітації дітей-інвалідів). 
Скульптура важить близько тонни. Це триметрова композиція у формі дерева, крона якого нагадує серце. Його прикрашають 210 відполірованих до блиску бронзових сердечок. На стовбурі на 65 мовах світу написано слово «любов». Місцеві гіди розповідають, якщо закохана пара візьметься за руки та доторкнеться до пам'ятника, то це принесе їм щастя і любов на довгі роки. Одне з найромантичніших місць Одеси щороку привертає до себе все більше закоханих туристів. 

## Літній Театр
Літній театр є частиною Міського саду, скверу-пам'ятки садово-паркового мистецтва, відповідно до Наказу Міністерства культури й туризму України від 20 червня 2008 року №728/0/16-08, та перебуває під охоронною держави. 
На жаль, з кінця 90-тих років Літній ніяк не використовувався, оскільки був зачинений до 2017 року, коли стались події, що стали початком відновлення Літнього Театру як вільного від комерції садово-паркового простору для одеситів та гостей міста. Історія бере початок із видачею ДАБІ Спільному підприємству "Солінг" дозволу на будівництво на території пам'ятки садово-паркового мистецтва багатоповерхового торговельно-розважального комплексу. Цей факт набув великого суспільного резонансу та став початком акцій протесту на які вийшли містяни. А 18 листопада 2017 року, стались події, що увійшли в історію Одеси під назвою "Штурм Літнього Театру": націоналістичні організації Одеси та її жителі у ході силового протистояння із поліцією  все ж відкрили ворота Літнього Театру і зайшли на його територію, а наступного дня зібрались на прибирання цього простору. 
З того часу і до тепер одесити прибирають, ремонтують, одним словом відновлюють Літній Театр та проводять там благодійні, некомерційні та неполітичні заходи. Варто наголосити, що у юридичному вимірі Літній поки, що не є комунальною власністю і ще триває декілька судових процесів задля позбавлення забудовника права проводити тут будівельні роботи, що заборонені законодавством. Зараз триває робота декількох громадських груп, що створюють проєкт Літнього Театру. Згідно з проведеними соціологічними опитуваннями, одесити хочуть бачити цю частину Міського саду вільною, некомерціалізованою, неполітизованою, зеленою зоною: парком чи садом.

## Галерея
|                             |
| Вигляд на фонтан і альтанку |

|               |
| Вид з повітря |

|                                               |
| Вхід до скверу із боку вулиці Преображенської |

|                             |
| Вхід із боку Дерибасівської |

|                          |
| Пiсля дощу - мокре листя |

|                       |
| Осінь у міському саду |

|                      |
| Зима у міському саду |

|                       |
| Весна у міському саду |

|            |
| Старий дуб |

|              |
| Квіти у саду |

|       |
| Падуб |

|        |
| Софора |

|                  |
| Дівочий виноград |

|               |
| Іудине дерево |

|                       |
| Клумба біля ресторану |

|           |
| Кизильник |

|                                                 |
| будинок вул. Преображенська, 28, із ресторанами |

|                    |
| Ресторани в сквері |

|                            |
| Фасади історичних будинків |

|                    |
| Ресторани в сквері |

|                                                          |
| Дім Фелікса де Рибаса (із рестораном на першому поверсі) |

|                                             |
| Скульптура левиці із видом на Дерибасівську |

|                             |
| Арт-об'єкт ""Одеський час"" |

|                 |
| Гаванна вул., 6 |